# Amfitheater van Luni
Het Amfitheater van Luni is een antiek Romeins amfitheater bij de Italiaanse plaats Luni.
Bij het huidige Luni lag in de oudheid in de colonia Luna. In de 2e eeuw n.Chr. werd ten oosten van de stad, buiten de stadsmuur, een groot amfitheater gebouwd. Het amfitheater werd gebouwd met steen dat was bekleed met marmer. Het had een lengte van 85,5 meter en een breedte van 70,2 meter. Het gebouw bood plaats aan ongeveer 7.000 toeschouwers. In het amfitheater werden onder andere gladiatorenvoorstellingen gehouden.
Bij de teloorgang van Luna in de middeleeuwen verdween ook het amfitheater. Tegenwoordig resteren nog wel de funderingen en de onderste sectie van de tribunes.

## Bron
- Vertaald van de Italiaanse Wikipedia